# Seixal (Madeira)

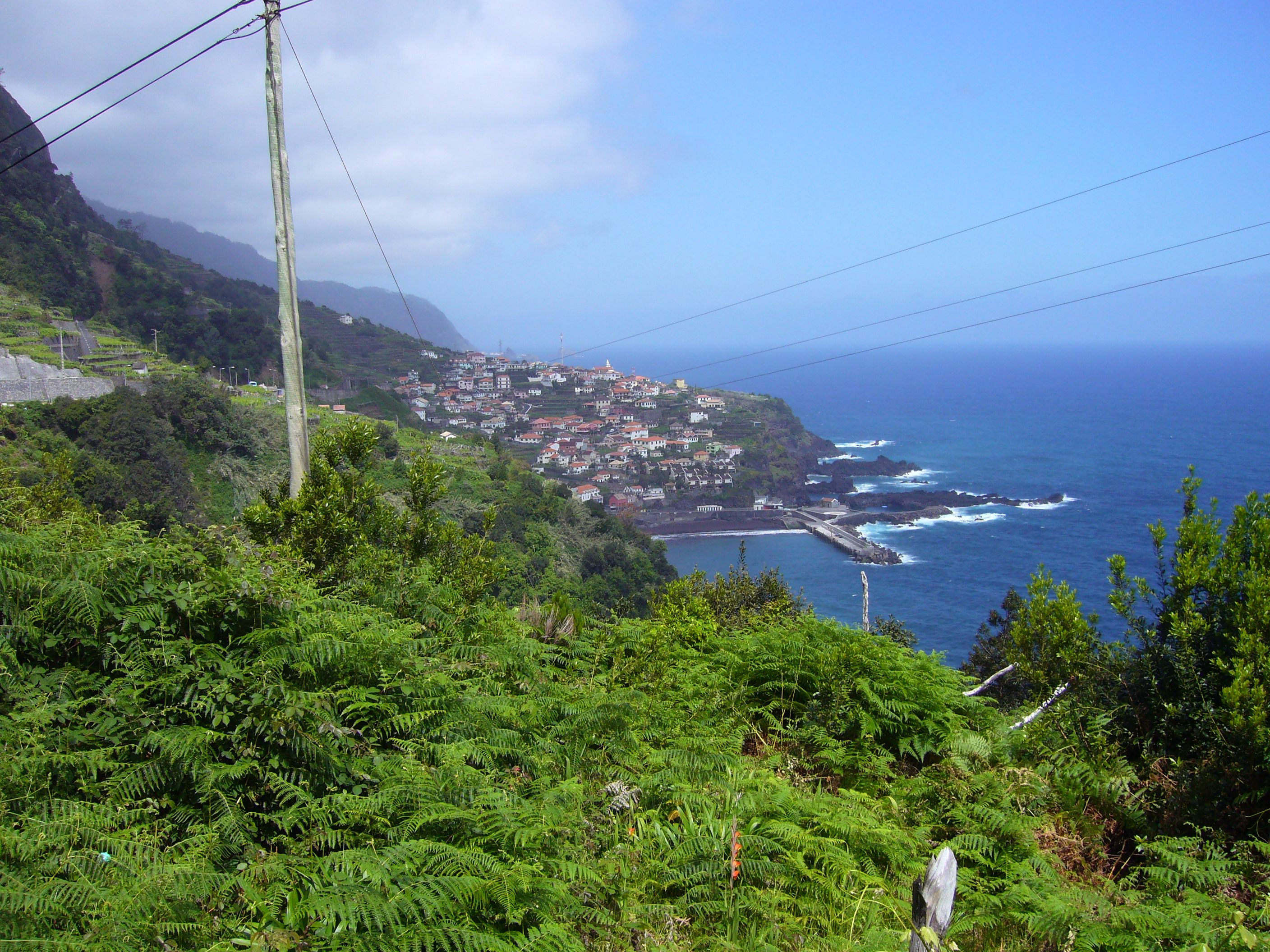
Seixal a falutól mintegy 1,5 km-rel nyugatra, az országút mellett kiépített Lombo kilátópontról

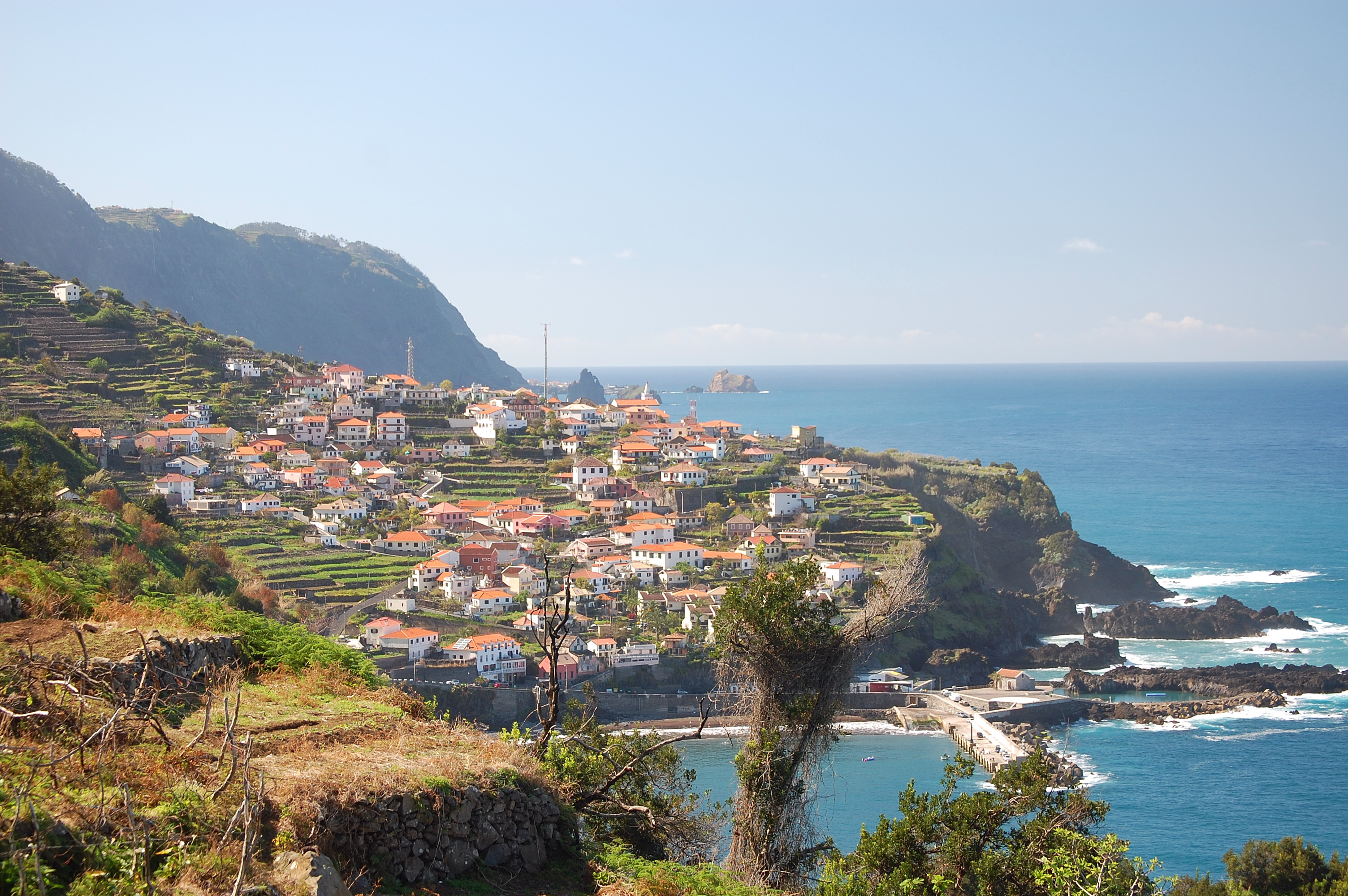
Seixal, a háttérben Porto Monizzal és az Ilhéu Mole szigetkével

Seixal egy mintegy 800 lakosú falu Madeira északi partján, Porto Moniz járásban, São Vicentétől mintegy 7,5 km-re nyugatra, a Ribeira do Seixal torkolatánál kialakult, erősen tagolt partvonalú félszigeten. Egyes településrészei a patak mentén felkapaszkodva mélyen benyúlnak a hegyek közé.

## Közlekedés
A 20. század '60-as éveiig csak a tengerről lehetett megközelíteni; akkor építették meg a Porto Monizt Ribeira da Janelán és Seixalon át São Vicentével összekötő tengerparti utat. Miután Portugália belépett az EU-ba, ezt az utat jelentős uniós támogatással korszerű, nagy szakaszokon alagútban vezetett úttal váltották ki: az ER 101 jelű út körbevezet a sziget partvidékén. A régi közút mára nagyobb szakaszokon használhatatlan; Seixal közelében egy alagútban vezetett szakasza 2009 januárjában omlott össze.

## Története
Seixal nevét először egy 1553-ban kelt okmány említi. Akkoriban a falunak mindössze 50 lakosa volt; zömmel halászok, illetve állattenyésztők. Az iratból megtudhatjuk, hogy a lakosok kápolnát emeltek szent Antalnak, (São Antão) , a barmok védőszentjének.
A lakosság növekedése miatt a kápolnát a 18. század közepén templommá bővítették; a szokás szerint a halászok zsákmányuk felével járultak hozzá az építkezés költségeihez.

## Látnivalók
- A templom
- A templomtól nyugatra alakították ki a tengeri fürdőt. A (fekete) homokos strand Madeirán (ahol a partok nagy többsége kavicsos) különlegességnek számít.

## Gazdaság
A lakosok többsége növénytermesztéssel (főleg borszőlővel) foglalkozik. A halászat jelentősége visszaesett.

## Településrészei
- A félszigeten:
  - Serradinho,
  - Ribeira da Loje,
  - Cova,
  - Serradin.
- A völgyben:
  - Boqueirao,
  - Chão da Ribeira.